# IC 2754
IC 2754 је спирална галаксија у сазвјежђу Лав која се налази на листи објеката дубоког неба у Индекс каталогу.
Деклинација објекта је + 14° 8' 38" а ректасцензија 11h 22m 2,4s. Привидна величина (магнитуда) објекта IC 2754 износи 15,2 а фотографска магнитуда 16,0.